# Richard Bradford
Richard Bradford (ur. 1932, zm. 2002) – amerykański pisarz i nowelista.
Najgłośniejszą powieścią Bradforda jest jego debiut – Red Sky at Morning (1968), który zyskał spory rozgłos, duże uznanie krytyki i czytelników, a w roku 1971 został zekranizowany. Akcja tej powieści – jak znakomita większość utworów Bradforda – osadzona została w Nowym Meksyku i Alabamie. Powieść opowiada o potępionym rasowo 17-letnim chłopcu imieniem Joshua, który postanawia opuścić swoją bogatą rodzinę i odtąd żyć samodzielnie. Obecnie Red Sky at Morning uważa się za klasykę współczesnej literatury amerykańskiej.
W roku 1973 napisał swoją drugą powieść – Tak daleko do nieba (So Far from Heaven), która również odniosła spory sukces. Powieść opowiada o ucieczce młodego bussinesmana od establishmentu i dotychczasowego modelu życia. Po sukcesie Tak daleko od nieba Bradford zajął się krytyką literacką i prowadzeniem wydawnictwa.
Twórczość Bradforda trafiała do zbuntowanej młodzieży środowisk beatników i hippisów. Szczególny nacisk kładła na znaczenie wolności, akceptacji ludzi różnych wyznań i ras, nakłaniała do odrzucenia konwenansów i samookreślania się poza ramami schematów społecznych.
Książki Bradforda dają ponadto dość przekonujący obraz przemian społecznych, światopoglądowych i kulturowych w Ameryce lat 60. i 70.
Pomimo sukcesu dwóch wspomnianych wyżej powieści w Stanach Zjednoczonych – twórczość Bradforda nie zyskała w Polsce rozgłosu. Ukazało się zaledwie jedno wydanie tłumaczenia powieści Tak daleko do nieba; Państwowy Instytut Wydawniczy, Warszawa 1979.